# Lemurs of Madagascar
Lemurs of Madagascar, dont la troisième édition est parue en 2010, est un livre de référence et guide de terrain sur les lémuriens de Madagascar, fournissant description et données biogéographiques pour les espèces connues. Le principal contributeur à l'ouvrage est Russell Mittermeier, président de Conservation International, et les illustrations sont l'œuvre de Stephen D. Nash. Le livre procure des détails à propos de toutes les espèces connues, ainsi que des informations sur les lémuriens en général et leur histoire, et aide également à identifier les espèces. Quatre guides de poche de terrain ont également été créés autour de Lemurs of Madagascar, avec une liste des espèces et pour chacune d'elles des illustrations en couleurs et une carte de répartition miniature.

## Éditions
- (en) Russell A. Mittermeier, E.E. Louis, M. Richardson, C. Schwitzer, O. Langrand, A.B. Rylands, F. Hawkins, S. Rajaobelina, J. Ratsimbazafy, R. Rasoloarison, C. Roos, P.M. Kappeler et J. MacKinnon (ill. S.D. Nash), Lemurs of Madagascar, Conservation International, 2010, 3e éd., 767 p. (ISBN 978-1-934151-23-5)
- (en) Russell A. Mittermeier, W.R. Konstant, F. Hawkins, E.E. Louis, O. Langrand, J. Ratsimbazafy, R. Rasoloarison, J.U. Ganzhorn, S. Rajaobelina, I. Tattersall et D.M. Meyers (ill. S.D. Nash), Lemurs of Madagascar, Conservation International, 2006, 2e éd. (ISBN 1-881173-88-7)
- (en) R.A. Mittermeier, I. Tattersall, W.R. Konstant, D.M. Meyers et R.B. Mast (Illustrated by S.D. Nash), Lemurs of Madagascar, Washington, Conservation International, 1994, 1re éd., 356 p. (ISBN 978-1-881173-08-3)

## Crédit de traduction
- (en) Cet article est partiellement ou en totalité issu de l’article de Wikipédia en anglais intitulé « Lemurs of Madagascar (book) » (voir la liste des auteurs).